# Acropora monticulosa
Acropora monticulosa là một loài san hô trong họ Acroporidae. Loài này được Brüggemann mô tả khoa học năm 1879.